# 西山恵子 (モデル)
西山 恵子（にしやま けいこ、Keiko Nishiyama、1993年10月6日 - ）は日本の女性ファッションモデル。所属事務所はブレンデン、フロスツゥー。
西山ハイサという芸名も使用している。

## 略歴
1993年10月6日誕生。出身地は所属事務所フロスツゥーのプロフィールではブラジル、本人による公式ブログのプロフィールでは群馬県になっている。
家庭の事情でブラジルに滞在し、一時芸能活動を休止（「ラブベリー」は2008年8月号まで出演している）。2009年2月に帰国し、活動再開した後2010年3月号で卒業した。
2009年7月、東京スーパーモデルコンテストでPS賞を受賞。
2014年4月18日、ブログにて結婚および出産を報告。

## 人物
妹が1人いる（名前は「愛子」。2008年にブラジルで誕生）。
趣味は音楽鑑賞、パソコン。特技はポルトガル語、フランス語、スペイン語。

## 出演

### 雑誌
- PS（小学館）
- ラブベリー（徳間書店）専属モデル
- ワコールジュニアカタログ

### テレビ
- Rの法則（一期生、2011年2月 - 、NHK教育テレビ）